# Parco nazionale di Chu Yang Sin
Il parco nazionale di Chu Yang Sin (in vietnamita:Vườn quốc gia Chư Yang Sin) è un'area naturale protetta del Vietnam. È stato istituito nel 2002 e occupa una superficie di 589,47 km² nella provincia di Đăk Lăk.